# Associação de Futebol do Porto
A Associação de Futebol do Porto (AFP) MHIH é o organismo que tutela as competições, clubes e atletas do Distrito do Porto.

## História
Foi fundada a 10 de Agosto de 1912, pelo Futebol Clube do Porto e pelo Leixões Sport Club.
A 25 de Janeiro de 1988 foi feita Membro-Honorário da Ordem do Infante D. Henrique.
É atualmente a maior associação distrital do País, sendo constituída por cerca de 450 clubes, 23 000 atletas, 850 árbitros e organiza, anualmente, 25 provas ordinárias e 11 provas extraordinárias.

## Clubes afiliados
Ver Lista de clubes de futebol filiados na AF Porto.

## Competições AF do Porto
Ao longo da sua existência, a AF Porto promoveu a realização de dezenas de provas no distrito, tendo grande parte delas sido extintas ou remodeladas.  
Estas são as principais provas realizadas pela AF Porto na atualidade e as suas antecessoras: 
Primeiro escalão distrital:
- Liga Pro (primeiro escalão desde 2024–25)

- Divisão de Elite (primeiro escalão entre  2013–14 e 2023–24)
- Divisão de Honra (primeiro escalão entre 1992–93 e 2012–13)
- 1ª Divisão (primeiro escalão entre 1935–36 e 1991–92)

Segundo escalão distrital:
- Divisão de Elite (segundo escalão desde 2024–25)

- Divisão de Honra (segundo escalão entre 2013–14 e 2023–24)
- 1ª Divisão (segundo escalão entre 1992–93 e 2012–13)
- 2ª Divisão (segundo escalão entre 1935–36 e 1991–92)

Terceiro escalão distrital:
- Divisão de Honra (terceiro escalão desde 2024–25)

- 1ª Divisão (terceiro escalão entre 2013–14 e 2023–24)
- 2ª Divisão (terceiro escalão entre 1992–93 e 2012–13)
- 3ª Divisão (terceiro escalão entre 1939–40 e 1991–92)

Quarto escalão distrital:
- 1ª Divisão (quarto escalão desde 2024–25)

- 2ª Divisão (quarto escalão entre 2013–14 e 2023–24)
- 3ª Divisão (quarto escalão entre 1992–93 e 1993–94)

Outras competições da AF Porto:
- Taça da AF Porto (taça dos clubes distritais desde 2013–14)
- Taça de Honra da AF Porto (taça da associação entre 1915–16 e 1984–85)
- Supertaça da AF Porto (só uma edição em 2016)

### Vencedores
Lista de clubes vencedores das competições de futebol sénior da Associação de Futebol do Porto sendo os documentos disponíveis.

#### Campeonatos distritais
| Época   | 1º Escalão                | 2º Escalão                                           | 3º Escalão                                      | 4º Escalão                                             |
| Época   | Liga Pro                  | Divisão de Elite                                     | Divisão de Honra                                | 1ª Divisão                                             |
| Época   | Vencedor                  | Vencedor                                             | Vencedor                                        | Vencedor                                               |
| ------- | ------------------------- | ---------------------------------------------------- | ----------------------------------------------- | ------------------------------------------------------ |
| 2024–25 | Aparecida FC              | AD Lousada                                           | SC Freamunde                                    | CD Trofense B                                          |
| Época   | Divisão de Elite          | Divisão de Honra                                     | 1ª Divisão                                      | 2ª Divisão                                             |
| Época   | Vencedor                  | Vencedor                                             | Vencedor                                        | Vencedor                                               |
| 2023–24 | SC Coimbrões              | Aparecida FC                                         | FC Cête                                         | SC Freamunde                                           |
| 2022–23 | AD Marco 09               | FC Lixa                                              | Leixões SC 'B'                                  | SC Salgueiros 'B'                                      |
| 2021–22 | FC Alpendorada            | ARC S. Lourenço do Douro                             | GD Aldeia Nova                                  | ADR Pasteleira                                         |
| 2020–21 | Gondomar SC B             | AC Alfenense                                         | CR Ataense                                      | CD Aves 1930                                           |
| 2019–20 | SC Salgueiros             | Série 1 - CD Candal Série 2 - FC Felgueiras 1932 'B' | Série 1 - UD Valonguense Série 2 - GDC Ferreira | Série 1 - Mocidade Sangemil AC Série 2 - FC Nespereira |
| 2018–19 | CF Canelas 2010           | União Nogueirense FC                                 | AD Lousada 'B'                                  | GDC Ferreira                                           |
| 2017–18 | Leça FC                   | Série 1 - FC Foz Série 2 - Gondomar SC 'B'           | Série 1 - CA Rio Tinto Série 2 - AD Marco 09    | Inter Milheirós FC                                     |
| 2016–17 | CF Canelas 2010           | Ermesinde 1936                                       | FC Pedroso                                      | SC Salvadorense                                        |
| 2015–16 | Aliança FC de Gandra      | Canelas 2010                                         | Leça do Balio                                   | AD Lousada                                             |
| 2014–15 | AR São Martinho           | AD Baião                                             | Ermesinde SC 1936                               | Aparecida FC                                           |
| 2013–14 | CD Sobrado                | Valadares Gaia FC                                    | FC Vilarinho                                    | Ermesinde SC 1936                                      |
| Época   | Divisão de Honra          | 1ª Divisão                                           | 2ª Divisão                                      | 3ª Divisão                                             |
| Época   | Vencedor                  | Vencedor                                             | Vencedor                                        | Vencedor                                               |
| 2012–13 | FC Lixa                   | FC Maia Lidador                                      | CF Canelas 2010                                 | Não se realizou                                        |
| 2011–12 | FC Felgueiras 1932        | FC Perafita                                          | Valadares Gaia FC                               | Não se realizou                                        |
| 2010–11 | Infesta                   | SC Os Dragões Sandinenses                            | Não atribuído                                   | Não se realizou                                        |
| 2009–10 | UD Sousense               | Custóias FC                                          | FC Foz                                          | Não se realizou                                        |
| 2008–09 | Pedrouços AC              | S. Progresso                                         | SC Salgueiros                                   | Não se realizou                                        |
| 2007–08 | SC Coimbrões              | AD Grijó                                             | UJ Zezerense                                    | Não se realizou                                        |
| 2006–07 | Padroense FC              | ADC Várzea do Douro                                  | UD Lavrense                                     | Não se realizou                                        |
| 2005–06 | Amarante FC               | SC Canidelo                                          | CF Serzedo                                      | Não se realizou                                        |
| 2004–05 | AC Vila Meã               | CD Candal                                            | Folgosa da Maia FC                              | Não se realizou                                        |
| 2003–04 | UD Valonguense            | CF Oliveira do Douro                                 | Desportivo de Leça do Balio                     | Não se realizou                                        |
| 2002–03 | União Nogueirense FC      | CD Sobrado                                           | AA São Pedro de Rates                           | Não se realizou                                        |
| 2001–02 | FC Lixa                   | AC Bougadense                                        | SC Canidelo                                     | Não se realizou                                        |
| 2000–01 | UD Valonguense            | CF Perosinho                                         | AC Bougadense                                   | Não se realizou                                        |
| 1999–00 | FC Tirsense               | Estrelas FC Fânzeres                                 | ADR Pasteleira                                  | Não se realizou                                        |
| 1998–99 | FC Pedras Rubras          | Lomba SC Amarante                                    | SC Campo                                        | Não se realizou                                        |
| 1997–98 | FC Avintes                | AR São Martinho (2)                                  | SC Arcozelo                                     | Não se realizou                                        |
| 1996–97 | Ermesinde SC              | Sport Progresso                                      | FC Vilarinho                                    | Não se realizou                                        |
| 1995–96 | Canelas Gaia FC           | CUD Leverense                                        | URCD Regilde                                    | Não se realizou                                        |
| 1994–95 | UD Valonguense            | AR São Martinho                                      | ACD Mindelo                                     | Não se realizou                                        |
| 1993–94 | SC Senhora Hora           | GD Vilar                                             | ADR Pasteleira                                  | Gulpilhares FC                                         |
| 1992–93 | Vilanovense FC            | SC Senhora da Hora                                   | Gatões FC                                       | Lomba SC Amarante                                      |
| Época   | 1ª Divisão                | 2ª Divisão                                           | 3ª Divisão                                      | Não existia 4º escalão                                 |
| Época   | Vencedor                  | Vencedor                                             | Vencedor                                        | Não existia 4º escalão                                 |
| 1991–92 | CF Oliveira do Douro      | SC Campo                                             | ADR Pasteleira                                  | Não se realizou                                        |
| 1990–91 | FC Avintes                | Caíde de Rei SC                                      | Custóias FC                                     | Não se realizou                                        |
| 1989–90 | AR São Martinho           | Gondomar SC                                          | SC Salvadorense                                 | Não se realizou                                        |
| 1988–89 | SC Rio Tinto              | FC Perafita                                          | GD Covelo                                       | Não se realizou                                        |
| 1987–88 | Vilanovense FC            | Ramaldense FC                                        | Gatões FC                                       | Não se realizou                                        |
| 1986–87 | SC Os Dragões Sandinenses | União Nogueirense FC                                 | Ramaldense FC                                   | Não se realizou                                        |
| 1985–86 | Pedrouços AC              | SC Os Dragões Sandinenses                            | Aliança FC Granda                               | Não se realizou                                        |
| 1984–85 | AD Lousada                | Aliados FC Lordelo                                   | SC Cruz                                         | Não se realizou                                        |
| 1983–84 | FC Infesta                | FC Pedras Rubras                                     | Os Lusitanos FC Santa Cruz                      | Não se realizou                                        |
| 1982–83 | SC Freamunde              | SC Arcozelo                                          | UDS Roriz                                       | Não se realizou                                        |
| 1981–82 | Felgueiras                | CF Oliveira do Douro                                 | AC Alfenense                                    | Não se realizou                                        |
| 1980–81 | FC Marco                  | Sport Progresso                                      | Padroense FC                                    | Não se realizou                                        |
| 1979–80 | FC Lixa                   | SC Castêlo da Maia                                   | SC Senhora da Hora                              | Não se realizou                                        |
| 1978–79 | Valadares Gaia FC         | Custóias FC                                          | Angeiras FC                                     | Não se realizou                                        |
| 1977–78 | Leça FC                   | CD Trofense                                          | Aparecida FC                                    | Não se realizou                                        |
| 1976–77 | Amarante FC               | SC Coimbrões                                         | Gens SC                                         | Não se realizou                                        |
| 1975–76 | CUD Leverense             | FC Crestuma                                          | SC Nun' Alvares                                 | Não se realizou                                        |
| 1974–75 | Aliados FC Lordelo        | FC Lixa                                              | SC Rio Tinto                                    | Não se realizou                                        |
| 1973–74 | USC Paredes               | UD Valonguense                                       | FC Infesta                                      | Não se realizou                                        |
| 1972–73 | FC Paços de Ferreira      | Valadares Gaia FC                                    | Pedrouços AC                                    | Não se realizou                                        |
| 1971–72 | FC Avintes                | FC Pedras Rubras                                     | SC Cruz                                         | Não se realizou                                        |
| 1970–71 | Vilanovense FC            | CF Perosinho                                         | FC Crestuma                                     | Não se realizou                                        |
| 1969–70 | SC Freamunde              | SC Coimbrões                                         | FC Perafita                                     | Não se realizou                                        |
| 1968–69 | FC Avintes                | Aliados FC Lordelo                                   | FC Foz                                          | Não se realizou                                        |
| 1967–68 | Boavista FC               | FC Paços de Ferreira                                 | SC Canidelo                                     | Não se realizou                                        |
| 1966–67 | FC Avintes                | CF Serzedo                                           | AD Grijó                                        | Não se realizou                                        |
| 1965–66 | FC Tirsense               | FC Felgueiras                                        | CD Trofense                                     | Não se realizou                                        |
| 1964–65 | Vilanovense FC            | CD Candal                                            | Gondomar SC                                     | Não se realizou                                        |
| 1963–64 | FC Penafiel               | Amarante FC                                          | CD Candal                                       | Não se realizou                                        |
| 1962–63 | FC Tirsense               | CD Aves                                              | UD Valonguense                                  | Não se realizou                                        |
| 1961–62 | Varzim SC                 | SC Coimbrões                                         | CF Perosinho                                    | Não se realizou                                        |
| 1960–61 | Varzim SC                 | -                                                    | Pedrouços AC                                    | Não se realizou                                        |
| 1959–60 | Varzim SC                 | -                                                    | AD São Pedro da Cova                            | Não se realizou                                        |
| 1958–59 | -                         | -                                                    | -                                               | Não se realizou                                        |
| 1957–58 | Académico FC              | USC Paredes                                          | CD Candal                                       | Não se realizou                                        |
| 1956–57 | Académico FC              | FC Penafiel                                          | FC Infesta                                      | Não se realizou                                        |
| 1955–56 | FC Avintes                | Varzim SC                                            | FC Lixa                                         | Não se realizou                                        |
| 1954–55 | Rio Ave FC                | Pedrouços AC                                         | FC Penafiel                                     | Não se realizou                                        |
| 1953–54 | Académico FC              | Vilanovense FC                                       | FC Marco                                        | Não se realizou                                        |
| 1952–53 | -                         | -                                                    | -                                               | Não se realizou                                        |
| 1951–52 | -                         | -                                                    | -                                               | Não se realizou                                        |
| 1950–51 | -                         | -                                                    | -                                               | Não se realizou                                        |
| 1949–50 | SC Salgueiros             | Varzim SC                                            | UD Valonguense                                  | Não se realizou                                        |
| 1948–49 | FC Tirsense               | FC Infesta                                           | CF Perosinho                                    | Não se realizou                                        |
| 1947–48 | -                         | FC Tirsense                                          | -                                               | Não se realizou                                        |
| 1946–47 | -                         | Ermesinde SC                                         | FC Tirsense                                     | Não se realizou                                        |
| 1945–46 | -                         | Académico FC                                         | Pedrouços AC                                    | Não se realizou                                        |
| 1944–45 | -                         | -                                                    | -                                               | Não se realizou                                        |
| 1943–44 | -                         | Ramaldense FC                                        | -                                               | Não se realizou                                        |
| 1942–43 | -                         | Vilanovense FC                                       | Rio Ave FC                                      | Não se realizou                                        |
| 1941–42 | -                         | Ramaldense FC                                        | SC Freamunde                                    | Não se realizou                                        |
| 1940–41 | -                         | CD Candal                                            | USC Paredes                                     | Não se realizou                                        |
| 1939–40 | -                         | Ramaldense FC                                        | FC Infesta                                      | Não se realizou                                        |
| 1938–39 | -                         | Ramaldense FC                                        | Não se realizou                                 | Não se realizou                                        |
| 1937–38 | CD Candal                 | -                                                    | Não se realizou                                 | Não se realizou                                        |
| 1936–37 | -                         | -                                                    | Não se realizou                                 | Não se realizou                                        |
| 1935–36 | CD Portugal               | Leça FC                                              | Não se realizou                                 | Não se realizou                                        |

#### Taças e supertaças distritais
| Taça AF Porto | Taça AF Porto        |
| Época         | Vencedor             |
| ------------- | -------------------- |
| 2024–25       | Aparecida FC         |
| 2023–24       | S.C Coimbrões        |
| 2022–23       | FC Foz               |
| 2021–22       | GCD Vila Caiz        |
| 2020–21       | FC Pedroso           |
| 2019–20       | Sem vencedor         |
| 2018–19       | FC Vilarinho         |
| 2017–18       | SC Rio Tinto         |
| 2016–17       | CF Canelas 2010      |
| 2015–16       | CRP Barrosas         |
| 2014–15       | CF Oliveira do Douro |
| 2013–14       | CF Serzedo           |

| Taça Capital Do Móvel | Taça Capital Do Móvel            |
| Época                 | Vencedor                         |
| --------------------- | -------------------------------- |
| 22/23                 | Citânia de Sanfins               |
| 21/22                 | Penamaior                        |
| 20/21                 | Não realizada devido ao Covid 19 |
| 19/20                 | Não realizada devido ao Covid 19 |
| 18/19                 | Águias de Eiriz                  |

| Supertaça da AF Porto | Supertaça da AF Porto |
| Época                 | Vencedor              |
| --------------------- | --------------------- |
| 2015–16               | CRP Barrosas          |

## Clubes nos escalões nacionais
Na época 2023–24, a Associação de Futebol do Porto tem os seguintes representantes nos campeonatos nacionais (21 equipas):
- Primeira Liga: Boavista, FC Porto e Rio Ave
- Segunda Liga: Leixões, Penafiel, Porto B e Paços de Ferreira
- Liga 3: 
  - Série A: Canelas 2010, Varzim, Trofense e FC Felgueiras
  - Série B: Nenhuma
- Campeonato de Portugal:
  - Série A: Tirsense
  - Série B: Marco 09, USC Paredes, Amarante FC, Gondomar, SC Salgueiros, Rebordosa AC, Oliveira do Douro, Valadares Gaia e Vila Meã
  - Série C: Nenhuma
  - Série D: Nenhuma

## Clubes nos escalões distritais
Na época 2023–24, a Associação de Futebol do Porto tem os seguintes equipas a jogar nas suas competições (171 equipas):
- Divião de Elite
  - Série 1: CD Candal, FC Avintes, FC Foz, FC Infesta, FC Maia Lidador, FC Pedras Rubras, Folgosa da Maia FC, Gondomar SC B, Leça FC, Padroense FC, SC Canidelo, SC Coimbrões, SC Os Dragões Sandinenses, SC Rio Tinto, Varzim SC B e Vila FC.
  - Série 2: AD Lousada, Aliados FC Lordelo, Aliança FC de Gandra, AR São Martinho, ARCS Lourenço do Douro, CD Águias de Eiriz, CD Sobrado, Citânia de Sanfins FC, CRP Barrosas, Ermesinde SC 1936, FC Alpendorada, FC Lixa, FC Vilarinho, GCD Vila Caiz, UD Sousense e UD Valonguense.
- Divisão de Honra
  - Série 1: AC Milheirós, AD Grijó, ADC Balasar, ADR Pasteleira, ARDC Gondim-Maia, CA Rio Tinto, CF Perosinho, Desportivo de Leça do Balio, GD Aldeia Nova, Inter Milheirós FC, Leixões SC B, Pedrouços AC, SC Arcozelo, SC Castêlo da Maia, UD Lavrense e União Nogueirense FC.
  - Série 2: AC Alfenense, ACRCD Varziela 1982, AD Várzea FC, AJM Lamoso, Aparecida FC, Caíde Rei SC, Estrelas FC de Fânzeres, FC Crestuma, FC Lagares, FC Pedroso, FC Termas São Vicente 2020, Gens SC, SC Campo, SC Rio de Moinhos, SC Salvadorense e UDS Roriz.
- 1ª Divisão
  - Série 1: ADC Penamaior, CD Portugal, CF Serzedo, CF Vandoma, FC Pedras Rubras B, GD Águas Santas, Gulpilhares FC, ISC Sobreirense, Os Lusitanos FC Santa Cruz e SC Salgueiros B.
  - Série 2: AC Bougadense, CF S. Félix da Marinha, CR Ataense, CUD Leverense, Custóias FC, FC Perafita, Melres DC, Rio Ave FC B, SC Nun´Álvares e USC Baltar.
  - Série 3: AD Baião, ADC Várzea do Douro, CCD Sobrosa, CRC 1º Maio Figueiró, FC Boelhe, FC Cête, FC Felgueiras 1932 B, FC Vila Boa de Quires, FC Vila Boa do Bispo e GD Livração.
  - Série 4: AD Lustosa, ADR Aveleda, CCRD Águias de Figueiras, CCRD S. Vicente de Irivo, FC Nespereira, FC Parada, GRD Rans, Lomba SC Amarante, UCR Boim e UD Torrados.
- 2ª Divisão
  - Série 1: AC Gervide, Águias Sport de Gaia, CD Candal B, CD Torrão, CF Marechal Gomes da Costa, CF S. Félix da Marinha B, CUD Leverense B, Desportivo de Leça do Balio B, FC Infesta B, FC Pedroso B, FC Perafita B, Gatões FC, Ramaldense FC, SC Arcozelo B, SC Cruz, SC Senhora da Hora e Ventura SC.
  - Série 2: AD Escola Futebol 115, AD Refojos, ADC Frazão, ADR S. Pedro de Fins, AR Sequeirô, CD Leões de Seroa, CD Trofense B, FC Maia Lidador B, FC São Romão, FC Tirsense B, GD Covelo, Inter Milheirós FC B, Leões Valboenses FC, Mocidade Sangemil AC, Monte Córdova FC, SC Vilar Pinheiro e UD Beiriz.
  - Série 3: ACR Sendim, AD Campo Lírio, AD Várzea FC B, ADC Lodares, Airães FC, AR São Martinho B, ARD Macieira, ASS Nevogilde, CCR Raimonda, CDC Codessos, FC Lagares B, FC Lixa B, FC Vilarinho B, GDC Ferreira, SC Freamunde, UD Lagoas e UFC Sousa.
  - Série 4: AC Croca, AD Ancêde, AD Freixo de Cima, ADCR Eja, AJA Vila Cova, AR Tuías, ARCS Lourenço do Douro B, Ass. Os Pienses - ACR, FC Cristelo, FC Paço de Sousa, FC Paços de Gaiolo, FC Termas São Vicente 2020 B, FR Cabeça Santa, GDCSS Castelões, GDR Soalhães e Rio Mau FC.

## Camadas jovens
Ver Camadas Jovens na Associação de Futebol do Porto.